# Ashraf Uddin Ahmed Chunnu
Ashraf Uddin Ahmed Chunnu (Narayanganj, 1 de mayo de 1956) es un exfutbolista bangladesí que jugaba en la posición de centrocampista. Es el presidente del Sheikh Jamal Dhanmondi Club.

## Carrera

### Club
| Periodo   | Club                  |
| --------- | --------------------- |
| 1973      | Dilkusha FC           |
| 1974      | Rahmatganj MFS        |
| 1975–1988 | Abahani Limited Dhaka |

### Selección nacional
Jugó para Bangladés de 1975 a 1985 donde disputó 50 partidos y anotó 17 goles, con lo que actualmente es el goleador histórico de la selección nacional.
Participó en la Copa Asiática 1980 donde anotó un gol en la derrota ante Corea del Norte por 2-3.		

### Entrenador
Dirigió a Bangladés en 2005 de manera interina.

## Tras el retiro
Participó en las Elecciones Generales de Bangladés de 1991 como parte del Awami League por la región Narayanganj-4. En 2003 fue director del Abahani, así como dirigente de la Federación de Fútbol de Bangladés.

## Logros

### Individual
- Premio Nacional del Deporte de Bangladés 1996